# BLUPF90
BLUPF90 系プログラムは、家畜および植物の育種を目的とする量的遺伝学で用いられる統計ソフトウェアパッケージである。 このソフトウエアは 混合モデル を当てはめ、制限付き最尤法や ギブスサンプリング による分散成分の推定、および最良線形不偏予測 (BLUP) による育種価の予測を行う。 
プログラムはFortranで記述され、何十万ものジェノタイプ個体に対してゲノミック選抜を行うことができる。
BLUPF90のバイナリは、研究目的であれば自由に入手でき、GNU/Linux、Windows、Mac OS Xで動作する。 R(プログラミング言語)から呼び出すためのパッケージも存在する。